# 후띠에우
후띠에우(베트남어: hủ tiếu)는 베트남의 국수 요리이다. 1950년대 베트남 남부 지방, 특히 호찌민시에서 아침이나 저녁으로 널리 즐겨 먹었다.

## 어원
베트남어 "후띠에우(hủ tiếu)"는 민난어 "꾸에띠아우(kóe-tiâu/粿條)"에서 나왔다. 동원어로 태국어 "꾸아이띠아오(ก๋วยเตี๋ยว)", 크메르어 "꾸이띠어우(គុយទាវ)", 인도네시아어 "퀘티아우(kwetiau)", 말레이어 "퀘이탸우(kway teow)" 등이 있다.

## 종류
- 후띠에우 고(hủ tiếu gõ)
- 후띠에우 남방(hủ tiếu Nam Vang)
- 후띠에우 믁(hủ tiếu mực)
- 후띠에우 미토(hủ tiếu Mỹ Tho)
- 후띠에우 사댁(hủ tiếu Sa Đéc)
- 후띠에우 사떼(hủ tiếu sa tế)
- 후띠에우 쭝호아(hủ tiếu Trung Hoa)

## 같이 보기
- 꾸아이띠아오 르아
- 꾸이띠어우
- 차 퀘티아우